# Thierno Bah
Thierno Bah (Labé, Guinea, 5 de octubre de 1982) es un futbolista suizo de ascendencia guineana. Juega de defensa y su actual equipo es el FC Lausanne Sports de la Super Liga Suiza.

## Trayectoria
Thierno Bah jugó entre 1999 y 2004 en el Servette FC. Luego fue contratado por el Football Club de Meyrin, donde jugó entre 2005 y 2006. Posteriormente fue contratado por el Neuchâtel Xamax FC.

## Selección nacional
Ha sido internacional con la Selección de fútbol de Suiza en categoría Sub-21.

## Clubes
| Club               | País  | Año       |
| ------------------ | ----- | --------- |
| Servette FC        | Suiza | 1999-2004 |
| FC Meyrin          | Suiza | 2005-2006 |
| Neuchâtel Xamax FC | Suiza | 2006-2010 |
| FC Lausanne Sports | Suiza | 2011-     |